# Хадзитомас, Хурмузис
Хурмузис Хадзитомас (греч.  Χουρμούζης Χατζηθωμάς), известный под псевдонимом Наварх (греч.  Ναύαρχος - адмирал), 1917 — 28 марта 1949 года) — греческий коммунист, участник Греческого сопротивления, командир эскадры Греческого народно-освободительного флота (ЭЛАН) и батальона Демократической армии Греции.

## Молодость
Хурмузис Хадзитомас родился в 1917 году в Малой Азии, но не располагаем информацией в каком городе или селе. 
После Малоазийской катастрофы (1922) его семья бежала в Грецию и обосновалась в македонской столице, городе Фессалоники. 
Получив начальное образование в этом городе, Хадзитомас работал корабельным плотником- судостроителем на одном из стапелей региона. 
Вступил в компартию Греции в довоенные годы. 
Не располагаем информацией о его участии в греко-итальянской войне (1940-1941). 

## В греческом Сопротивлении
Свою деятельность в рядах Греческого сопротивления Хадзитомас начал по сути до начала тройной, германо – итало – болгарской, оккупации Греции. 
9 апреля 1941 года, на третий день немецкого вторжения с территории Болгарии и за несколько часов до вступления немцев в Салоники, в составе группы “Македонского бюро” компартии Греции, руководимой Симосом Керасидисом, Хадзитомас принял участие в освобождении 12 деятелей компартии заключённых диктаторским режимом генерала Метаксаса и находившихся на тот момент под охраной жандармерии в туберкулёзном диспансере в Асвестохори, недалеко от Салоник. 
В начале мая 1941 года, вместе с Керасидисом, он принял участие в создании первой организации Сопротивления, под именем "Элефтериа" (Свобода). Учредительный протокол организации “Элефтериа” был подписан 15 мая 1941 года. Протокол подписали: 
- От Македонского бюро компартии С. Керасидис и Апостолос Дзанис.
- От социалистической партии врач Иоаннис Пасалидис.
- От крестьянской партии юрист Афанасий Фидас.
- От Демократического союза Георгий Эфтимиадис.
- От офицерской группы “Меркуриос” полковник Димитриос Псаррос[1].

Следует отметить, что «Элефтериа», была одной из первых организаций Сопротивления в оккупированной силами Оси Европе. 
Она была создана всего месяц после вступления немцев в Салоники и за две недели до падения Крита. 
Поскольку часть историков правой политической ориентации, в попытке принизить патриотизм греческих коммунистов и их роль в создании движения Сопротивления, утверждает, что их действия были вызваны в основном призывами о помощи Советского Союза к своим товарищам, историки левой ориентации подчёркивают тот факт, что “Элефтериа” была создана за месяц до нападения Германии на Советский Союз. 
Керасидис, вместе с Дзанисом, приняли крайне радикальную позицию в вопросе организации Сопротивления против оккупационных сил. Как писал впоследствии Андреас Дзимас, один из руководителей компартии в тот период, а затем член генштаба  Народно-освободительной армии Греции  (ЭЛАС):
«… позицией Македонского бюро летом 1941 года было наше немедленное превращение в боевую диверсионную организацию, которая бы предприняла решительные действия в городах и провинции. Для них, партийная организация идентифицировалась с несколькими десятками или сотнями решительных людей, способных на всё.». 
Хотя “Элефтериа” ещё не создала своей подпольной сети, она сразу поставила своей целью развёртывание партизанской войны. 
Псаррос был назначен военным руководителем “Элефтерии”
Уже 20 мая члены организации “Элефтериа” во главе с Хадзитомасом уничтожили на улицах Салоник с десяток немецких грузовиков и большое число бочек с топливом. 
Ветеран Стелиос Георгиадис в своих мемуарах пишет что Хадзитомас, вместе с Керасидисом и А. Анагностопулосом этими диверсионными актами «совершили торжественное открытие начала вооружённого Сопротивления в Македонии».
Согласно Георгиадису, Хадзитомас был «смелым, скромным, сердечным, деятельным парнем..., с неограниченной верой в борьбу и партию, возрастом около 25 лет». 

## Наварх
После создания  Народно-освободительной армии Греции (ЭЛАС), в прибрежных районах перешедших под контроль партизан был создан Греческий народно-освободительный флот (ЭЛАН).
Предпосылками создания партизанского флота были как география страны, так и боевые морские традиции греческого народа.
Греческий партизанский флот не имел аналогов в оккупированной Европе, за исключением флота югославских партизан в Далмации (см. Народно-освободительная армия Югославии — Военно-морской флот партизан). 
Хадзитомас был одним из создателей ЭЛАН и командиром его подразделения в регионе македонской столицы, залива Термаикос и полуострова Халкидики. 
В силу своего командного поста, морской профессии и навыков получил прозвище наварх (адмирал). 
Первоначально действия греческих партизан на море были ограниченными и направлены в основном на снабжение с моря партизанских отрядов продовольствием и боеприпасами. 
Деятельность ЭЛАН в регионах Центральная Македония и Восточная Македония и Фракия началась в апреле 1943 года. 
Организованная впоследствии 6-я эскадра базировалась первоначально в Иериссосе, полуостров Халкидики, позже база была переведена для безопасности на остров Аммулиани, Афон.
Флотилия, ядром которой были корабли «Халкидики», «Тасос» и «Аммулиани», контролировала побережье полуострова Халкидики и постепенно расширила свой контроль на северную часть Эгейского моря.
Хадзитомас лично возглавил самую значительную операцию ЭЛАН на первом этапе его действий - освобождение 18 июля 1943 года 60 коммунистов, сосланных ещё диктатурой генерала Метаксаса на остров Агиос Эвстратиос и переданных жандармерией немецким оккупационным властям острова. Освобождённые коммунисты были переброшены на побережье Македонии. 
Значительную часть деятельности эскадры Хадзитомаса занимали опасные переходы к побережью Малой Азии, где по заданию “Македонского бюро” у турецких контрабандистов закупались оружие и боеприпасы. 

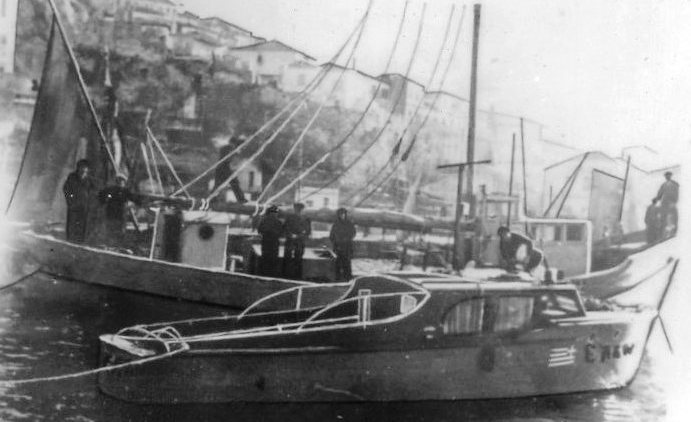
Плавсредства ЭЛАН

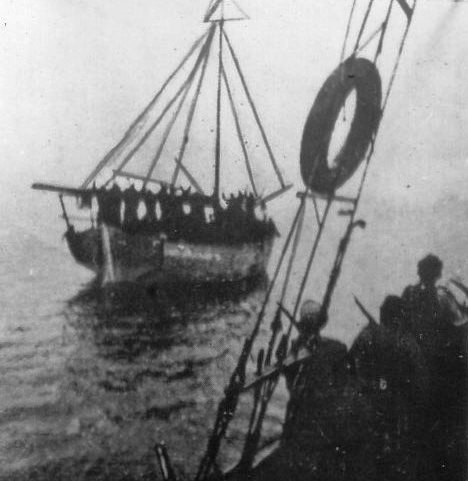
Захват плавсредства оккупантов

В марте 1944 года партизанский флот был приказом генштаба ЭЛАС организован в 4 «эскадры» и 5 островных флотилий. 
Кроме этого, в апреле 1944 года, приказом генштаба ЭЛАС, при Группе дивизий Македонии были организованы ещё 2 эскадры
5-я эскадра с зоной ответственности от устья реки Стримонас — до Александруполиса, оккупированного болгарами региона Восточная Македония и Фракия, под командованием капитана С. Спиндзоса (“капитан Фуртунас”) и в тактическом подчинении VI дивизии ЭЛАС.
6-я эскадра Хадзитомаса (Термаикос (залив) — полуостров Халкидики, Центральная Македония), перешла в тактическое подчинении XI дивизии ЭЛАС.
С весны 1944 года и до освобождения страны, эскадры ЭЛАН произвели ряд успешных операций против оккупантов, результатом которых, кроме прочего, стало обеспечение партизанских соединений оружием боеприпасами и топливом. 
ЭЛАН полуострова Халкидики вынудил немецкий гарнизон в Акратоне оставить свою позицию, и водрузил там греческий флаг. 12 мая моряки эскадры взяли на абордаж теплоход «Святой Николай» и захватили 1 тонну динамита.
Динамит был перевезен в Стратони, Халкидики, где 2 советских военнопленных, бежавших к греческим партизанам, наладили производство гранат.
В конце мая 1944 года моряки эскадры захватили буксир «Зефир», который и вооружили. Была создана 2-я флотилия в составе 5 кораблей. Был взят на абордаж немецкий корабль «Адольф», переименованный в «Холомонтас». Эскадра сразу после этого захватила ещё 4 судна.
В результате, в июле 1944 года, эскадра создала свою 3-ю флотилию. До конца августа 1944 года моряками эскадры были захвачены ещё 15 мобилизованных немцами судов, с оружием и припасами на борту.
29 августа, корабли эскадры перехватили в 15 милях от монастыря Великая Лавра танкер с 150 тонн бензина, и грузом мазута и масел на борту. Благодаря этому успеху, XI дивизия ЭЛАС на п-ве Халкидики разрешила свои проблемы с топливом и передала часть топлива соседним дивизиям. Генерал Бакирдзис, Эврипидис заявил по этому поводу: благодаря ЭЛАН мы смогли привести в действие свою автомобильную технику, направляясь к столице Македонии, городу Фессалоники, где и приняли участие в параде победы, после освобождения города силами ЭЛАС.
25 сентября 1944 года состоялся бой между кораблями эскадры и немецкой флотилией у островков Элефтеридес, северо-восточнее Стратони.
Немецкая флотилия, в составе 2-х мобилизованных судов и 1-го охотника, шла с Лемноса, имея на борту 500 солдат вермахта.
Со стороны ЭЛАН в бою приняли участие корабли «Тасос», «Ν.5», «Халкидики», «Лаократиа» и «Холомонтас». Буксир «Зефирос» оставался в резерве, за островками.
В начале боя победа вырисовывалась за немцами, благодаря тяжёлому вооружению немецкого охотника. Только после того как «Халкидики» и «Лаократиа», на полной располагаемой скорости, пошли под огнём на таран и абордаж, немецкий охотник отступил. При преследовании выстрел зенитного орудия охотника нанёс повреждение двигателю «Холомонтаса», что дало возможность немецким кораблям укрыться в гавани Ставрос, на македонском побережье.
Согласно рапорта ЭЛАН, немцы потеряли в этом бою 25 человек убитыми и 60 раненными, потери ЭЛАН ограничились 1 убитым и 3 раненными. 
Накануне освобождения Салоник (30 октября 1944), эскадра Хадзитомаса перебросила части X дивизии ЭЛАС из Литохорона к Халастре и на полуостров Халкидики.

## Декабрь 1944 года
После освобождения македонской столицы 6-я эскадра Хадзитомаса была переименована в Морское управление Салоник, которое располагало 6 вооружёнными судами, 6 транспортами, 2 пароходами. Кроме этого Управление организовало 5 морских постов с 200 моряками. 
Управление также восстановило почтовое сообщение Македонии с городами Волос, Халкида и островами Лемнос, Хиос и др. 
Во время декабрьского военного столкновения ЭЛАС с британскими войсками, ЭЛАН принял участие в переброске морем партизанских сил, боеприпасов и продовольствия. На декабрь 1944 года ЭЛАН насчитывал 1200 моряков.
После Варкизского соглашения, отдельным протоколом этого соглашения, все корабли, плавсредства и оружие ЭЛАН были переданы греческому правительству, в рамках разоружения ЭЛАС 28 февраля 1945 года.

## Гражданская война и смерть Х. Хадзитомаса
Надежды руководства компартии и ЭЛАС, что с подписанием Варкизского соглашения страна придёт к миру, не оправдались. 
После разоружения ЭЛАС наступил период т.н. Белого террора, в ходе которого и при поддержке британских войск, монархисты и бывшие коллаборационисты начали гонения на безоружных бывших партизан и людей левых убеждений, вынуждая их скрываться в горах, где постепенно создавались отряды самообороны. 
К середине 1946 года Гражданская война в Греции была уже реальностью. 
Хадзитомас вступил Демократическую армию Греции 7 ноября 1946 года. Получив звание майора пехоты, он возглавил группы гражданской обороны города Салоник. Погиб в бою у города 28 марта 1949 года. 